# Buggenhout
Buggenhout är en kommun i Belgien.   Den ligger i provinsen Östflandern och regionen Flandern, i den centrala delen av landet, 21 km nordväst om huvudstaden Bryssel. Antalet invånare är 14 185.
Trakten runt Buggenhout består till största delen av jordbruksmark. Runt Buggenhout är det tätbefolkat, med 397 invånare per kvadratkilometer.